# 坂口進也
坂口 進也（さかぐち しんや、1947年12月22日 - ）は、日本の男性俳優、声優、ナレーター。群馬県出身。身長169cm、体重69kg、血液型はO型。

## 来歴
群馬県立前橋高等学校卒業。1977年3月1日に劇団青年座に入団。

## 人物
資格・免許は普通自動車免許。

## 出演

### テレビドラマ
- 代議士の妻たち
- 勝手に!カミタマン（1985年）
  - 第23話「届け!モスガの愛の歌」
  - 第35話「突撃じいさん 涙の恋」
- 巨獣特捜ジャスピオン（1985年） - 杉田雄一
- 女ふたり捜査官 第16話「逆転！暴かれた離婚劇」（1987年、ABC / テレパック）
- 少女コマンドーIZUMI（1987年）
- じゃあまん探偵団 魔隣組（1988年）
- 外科医有森冴子
- はぐれ刑事純情派
- 牟田刑事官事件ファイル
- 浅見光彦ミステリー
- 白線流し（1996年、フジテレビ）
- 追跡
- 鉄道警察官・清村公三郎2 - 末広刑事 役
- 土曜ワイド劇場「新・女弁護士 朝吹里矢子6」（1999年、テレビ朝日）
- 大河ドラマ
  - 葵 徳川三代（2000年、NHK） - 脇坂安治
  - 武蔵 MUSASHI（2003年、NHK）
  - 功名が辻（2006年、NHK） - 山内盛豊
  - 八重の桜（2013年、NHK）
- 恋を何年休んでますか（2001年、TBS）
- 貫太ですッ!（2003年、フジテレビ）
- 人情とどけます〜江戸娘飛脚〜（2003年、NHK）
- 警視庁鑑識班2004（2004年、日本テレビ） - 中山啓一
- ウルトラQ dark fantasy 第7話「綺亞羅」（2004年、テレビ東京） - 刑事
- 仮面ライダーシリーズ（テレビ朝日）
  - 仮面ライダー響鬼（2005年） - 自警団
  - 仮面ライダーキバ（2008年） - 重役
- ファイト（2005年、NHK）
- 1リットルの涙（2005年、フジテレビ）
- 松本清張・最終章 わるいやつら 第7話（2007年3月2日、テレビ朝日）
- 感染爆発〜パンデミック・フルー（2008年1月12日、NHK）
- 相棒（テレビ朝日）
  - （2008年） - 支援者
  - （2012年） - 江口副署長
  - （2014年） - 島村亘
- 水戸黄門 第40部第11話「悪を一喝 世話焼き美人・象潟」（2009年10月19日、TBS）
- 月曜ゴールデン「おんな風来マジシャン マリコの殺人事件簿」（2010年2月8日、TBS）
- 外科医 須磨久善（2010年9月5日、テレビ朝日）
- 赤い糸の女（2012年、東海テレビ）第4話・第12話
- カエルの王女さま（2012年）
- 負けて、勝つ 〜戦後を創った男・吉田茂〜（2012年）
- リッチマン、プアウーマン（2012年）
- 月曜ゴールデン「血痕 警科研・湯川愛子の鑑定ファイル4」（2013年6月17日、TBS）
- 浅見光彦シリーズ「蜃気楼」（2013年）
- ハクバノ王子サマ（2013年）
- 女はそれを許さない（2014年）
- 聖母・聖美物語（2014年）
- 東京スカーレット〜警視庁NS係（2014年）
- トクソウ（2014年5月11日 - 6月8日、WOWOW） - 中井壮太郎
- 月曜ゴールデン「弁護士高見沢響子12」（2014年7月7日、TBS）
- 花嫁のれん（2014年）
- 世田谷駐在刑事（2015年）
- 民王（2015年）- 森脇 役
- ナースのお仕事（2015年）
- ナポレオンの村（2015年）
- 嵐の涙〜私たちに明日はある〜（2016年）
- 警視庁・捜査一課長 第7話（2016年5月26日、テレビ朝日） - 屋敷博史
- 水族館ガール（2016年）
- 100の資格を持つ女〜ふたりのバツイチ殺人捜査〜（2016年）
- まかない荘（2016年）
- 北風と太陽の法廷（2017年）
- 女囚セブン（2017年）
- 家族の旅路 家族を殺された男と殺した男（2017年）
- 月曜名作劇場「刑事夫婦」3（2017年2月27日、TBSテレビ） [4]
- 広域警察（2017年）
- 日曜ワイド 警視庁さがし物係（2018年） - 小林晃伸 役
- ドロ刑 -警視庁捜査三課-（2018年）
- 家康、江戸を建てる（2019年）
- 新・浅見光彦シリーズ「天城峠殺人事件」（2019年）
- 女の機嫌の直し方（2019年）
- 警視庁ゼロ係〜生活安全課なんでも相談室〜（2019年）
- 執事 西園寺の名推理（2019年）
- 集団左遷!!（2019年）
- 特命刑事 カクホの女2（2019年） - 小山内寛治
- 初めて恋をした日に読む話（2019年）
- べしゃり暮らし（2019年）
- 月曜プレミア8 「越境捜査」（2020年） - 湯浅恭平
- 恋する母たち（2020年）
- 未満警察 ミッドナイトランナー（2020年） - 平山敏英
- 日本一の最低男 ※私の家族はニセモノだった 第7話・第9話・第10話（2025年2月20日・3月6日・13日、フジテレビ） - 林 役[5]
- イグナイト -法の無法者- 最終回（2025年6月27日、TBS） - 村長 役[6]

### 映画
- 首都高速トライアル4（1992年） - 主人公の父
- まあだだよ（1993年）
- 仮面学園（2000年）
- 武士の一分（2006年）
- 母べえ（2008年）
- 私は貝になりたい（2008年）
- 釣りバカ日誌20 ファイナル（2009年）
- つやのよる ある愛に関わった、女たちの物語（2013年）
- 蜩ノ記（2014年）
- 風に立つライオン（2015年）
- 葛城事件（2016年）
- 新宿スワンII（2017年）
- 空飛ぶタイヤ（2018年）
- 女の機嫌の直し方（2019年）
- 二宮金次郎（2019年）

### テレビアニメ
- 名探偵コナン（1997年、安井稔）
- ワイルドアームズ トワイライトヴェノム（1999年、対立候補者）
- ブギーポップは笑わない Boogiepop Phantom（2000年、洋次の父）

### OVA
- 銀河英雄伝説外伝 叛乱者（2000年、ヨーンゾン）

### 吹き替え

#### 映画
- 甘い人生
- サイキック・ターゲット
- スクリーマーズ ※フジテレビ版
- スリング・ブレイド
- ダブル・ジョパディー ※テレビ朝日版

#### ドラマ
- イ・サン（パク・ヨンムン〈シン・グク〉）
- WITHOUT A TRACE/FBI 失踪者を追え!
- 宮廷女官チャングムの誓い（チャン執事）
- トンイ
- HAWAII FIVE-0（ランシング）
- ミステリー・グースバンプス（父、パイロット、機長）
- ロズウェル - 星の恋人たち（ジェフ・パーカー）

### 舞台
- 酒呑童子
- 夜の辛夷
- 五辯の椿
- 美少女戦騎ソウルガーデン
- ゆうれい貸屋
- 夜の辛夷